# Simplici de Saragossa
Simplici fou bisbe catòlic de Saragossa a finals del segle vi. Es creu que fou consagrat més o menys l'any 586, després de la mort del rei visigot arrià Leovigild, ja en regnat de Recared. Consta la seva assistència al III Concili de Toledo de l'any 589. Alguns autors també el fan participant en el IV Concili l'any 592. però sembla que el que va estar present en aquest fou el bisbe Simplici d'Urgell, del qual s'esmenta el nom a les actes sense indicar la seu, el que va provocar l'error. Alguns historiadors pensen que ja podia ser bisbe vers 584 i l'esmenten com a present a la mort de Leovigild i a la seva conversió al catolicisme, però la base és la falsa crònica de Jerónimo Román de la Higuera que va atribuir al bisbe Marc Màxim.